# Aufzeichnungen zu Kleidern und Städten
Aufzeichnungen zu Kleidern und Städten is een Duits-Franse documentaire uit 1989 onder regie van Wim Wenders.

## Verhaal
De West-Duitse filmregisseur praat met de Japanse modeontwerper Yohji Yamamoto over creativiteit. Daarbij denken de twee mannen na over de relatie tussen steden, identiteit en film in de moderne tijd.

## Rolverdeling
| Acteur         | Personage |
| -------------- | --------- |
| Wim Wenders    | Zichzelf  |
| Yohji Yamamoto | Zichzelf  |